# Шарл-Мари Видор
Шарл-Марѝ-Жан-Албѐр Видо̀р (на френски: Charles-Marie-Jean-Albert Widor) е френски композитор и органист.
Роден е на 21 февруари 1844 година в Лион в семейството на органист и строител на органи от унгарски произход. Учи в Брюкселската консерватория, след което от 1870 до 1933 година е органист в църквата „Сен Сюлпис“ в Париж. Известен е със своите десет симфонии за орган, най-вече с токатата от „Симфония за орган № 5“, която се изпълнява често при сватбени церемоннии и други тържествени поводи. От 1890 до 1896 година преподава орган, а след това композиция в Парижката консерватория.
Шарл-Мари Видор умира на 12 март 1937 година в Париж.